# Salsburgh

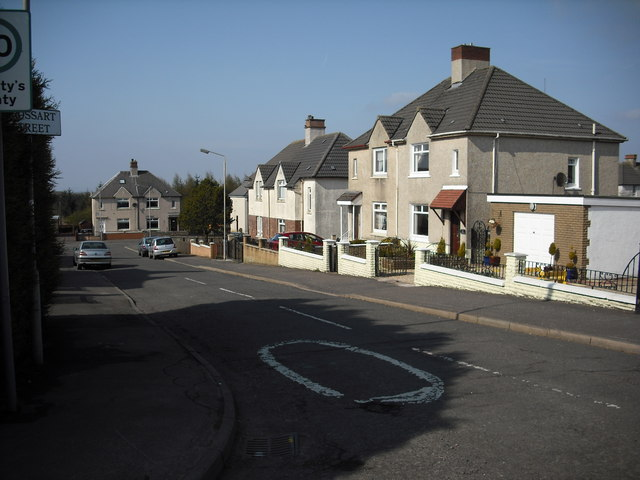
Wohnstraße in Salsburgh

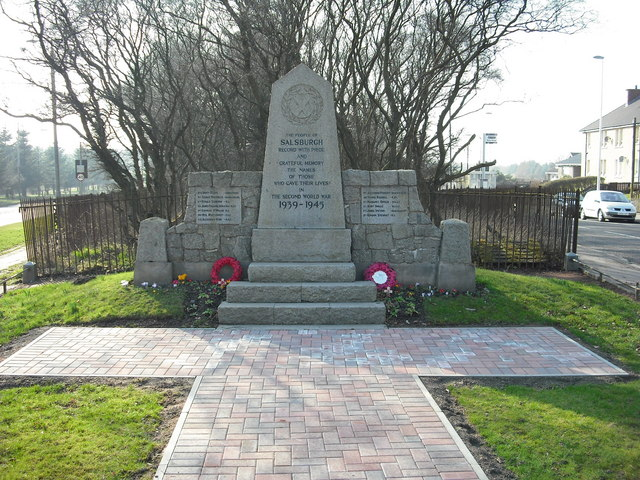
Kriegerdenkmal in Salsburgh

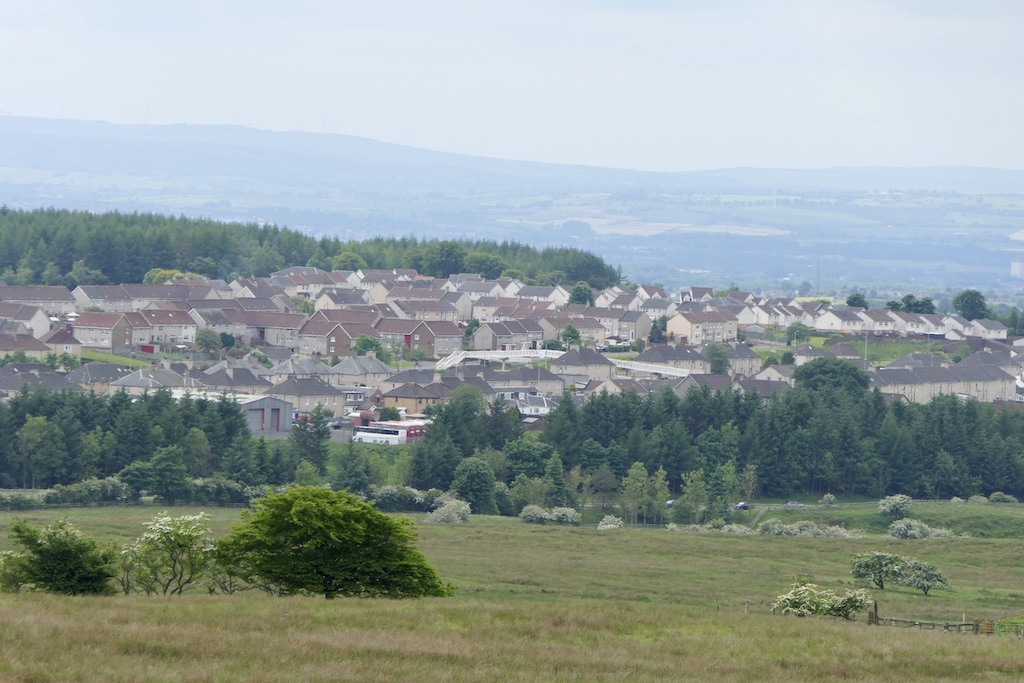
Blick auf Salsburgh

Salsburgh ist eine Gemeinde (Community Council Area), die östlich von Glasgow in der Region North Lanarkshire in Schottland liegt.

## Geographie
Salsburgh liegt in den Central Lowlands in einer flachwelligen, durch Tagebau geprägten Landschaft. Im Norden stehen die Berge Black Hill und Duntilland Hill, hinzu kommen die Seen Roughrigg Reservoir im Nordwesten und Riven Loch im Süden. Die nächsten Städte sind Shotts, fünf Kilometer im Südosten und Airdrie, sieben Kilometer im Nordwesten. Kleinere Ortschaften sind Kirk of Shotts im Osten, Hartwood im Süden sowie Newhouse im Südwesten.

## Historisches
Im Ursprünglich hieß der Ort Sallysburgh. Der Name bezieht sich auf Sally Young, die im 18. Jahrhundert die Frau des Eigentümers des Landes war. Bedingt durch den Abbau von Kohle nahm die Bedeutung im Laufe des 19. Jahrhunderts zu. Im Rahmen der historischen Gliederung Schottlands in Civil Parishes zählt Salsburgh zu Shotts, das zu Lanarkshire gehörte. Seit deren Auflösung bildet es eine eigenständige Gemeinde.

## Verkehr
Unmittelbar nordwestlich von Salsburgh verläuft die M8, die Glasgow mit Edinburgh verbindet. Die zentrale Verkehrsachse des Ortes bildet die B7066, die von Carfin kommt und in Whitburn endet.